# August Hagen (Richter)
Karl Friedrich August Hagen (* 18. Januar 1834 in Neuruppin; † 1910) war ein deutscher Richter und Parlamentarier.

## Leben
August Hagen studierte Rechtswissenschaften an der Friedrich-Wilhelms-Universität Berlin und der Ruprecht-Karls-Universität Heidelberg. 1853 wurde er im Corps Guestphalia Berlin recipiert. Nach dem Studium schlug er die Richterlaufbahn ein. Von 1867 bis 1877 war er Dirigent der Gerichtsdeputation in Altlandsberg. 1879 wurde er zum Landgerichtsdirektor des Landgerichts Berlin ernannt. 1897 wurde er zum Präsidenten des Oberlandesgerichts Naumburg berufen, wo er bis 1907 im Amt war.
1879–1882 vertrat Hagen den Wahlkreis Potsdam 4 (Oberbarnim, Niederbarnim) im Preußischen Abgeordnetenhaus. Er gehörte der Fraktion der Konservativen Partei (Preußen) an.

## Auszeichnungen
- Ernennung zum Wirklichen Geheimen Rat, verbunden mit der Anrede Exzellenz[1]
- Dr. iur. h. c.[1]